# Palais de Gatchina
Le palais de Gatchina est un ancien palais impérial russe situé à Gatchina, aujourd'hui dans l'oblast de Léningrad, à côté de Saint-Pétersbourg. C'est un musée ouvert au public avec le parc qui l'entoure. Il fait partie du patrimoine mondial protégé par l'UNESCO au sein du bien intitulé « Centre historique de Saint-Pétersbourg et ensembles monumentaux annexes »..

## Historique

### Première étape de construction

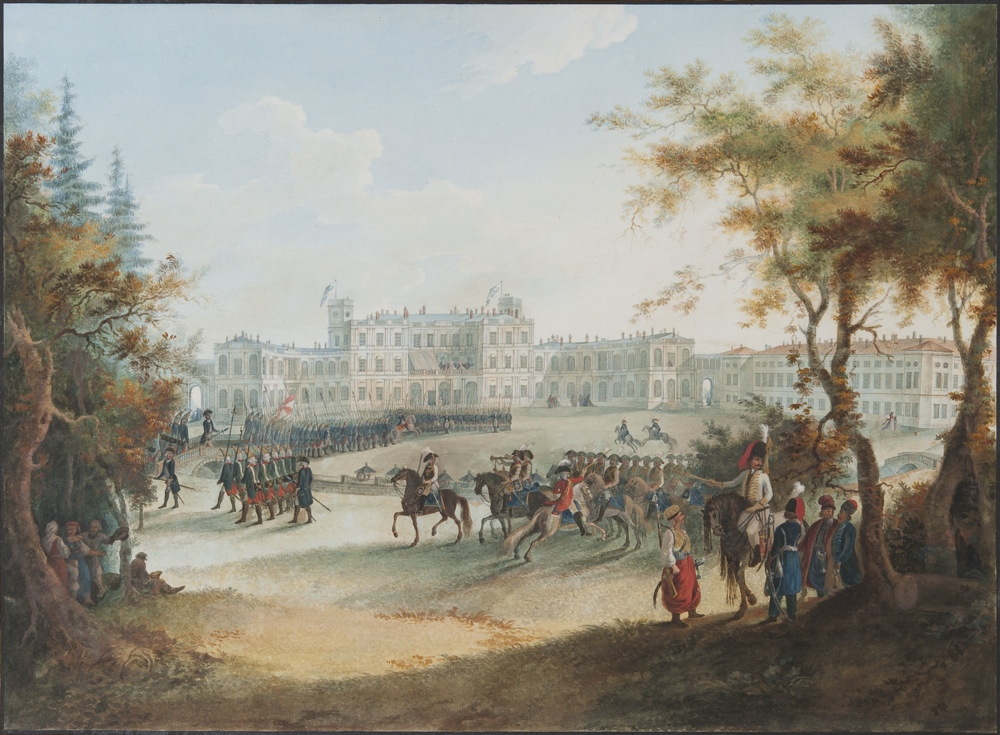
Le palais de Gatchina à la fin du XVIIIe siècle.

Le domaine est acheté en 1765 par l'impératrice Catherine II au prince Kourakine pour l'offrir à son favori, le comte Grigori Orlov. Le palais de Gatchina est construit entre 1766 et 1781 d'après les plans d'Antonio Rinaldi. C'est alors le seul palais d'importance des environs de la capitale impériale. En 1768, le palais est construit jusqu'aux corniches, en 1770, l'on commence à aménager l'intérieur. Il se présente comme un grand bâtiment en trois parties, avec un corps de logis central à deux étages supérieurs flanqué de deux tours au nord. On installe une horloge sur la façade sud et un paratonnerre sur la façade nord. Le corps de logis est relié par deux galeries en hémicycle à un bâtiment de chaque côté de plan carré autour d'une cour intérieure. Ils servent de dépendance (cuisines et écuries, etc.) et sont flanqués de tours octogonales.
Le comte Orlov  ne vécut que peu de temps à Gatchina, et à sa mort en 1783 l'impératrice le rachète à son frère, pour le donner le 6 août de cette année au grand-duc héritier Paul, son fils, qui y emménage en septembre. Celui-ci est occupé par la construction de son palais de Pavlovsk, aussi Gatchina n'est agrandi qu'à partir des années 1790. Le tsarévitch Paul ceint la couronne à la mort de sa mère en novembre 1796.
Vincenzo Brenna est appelé en 1796 pour rehausser les carrés de côté de deux étages supplémentaires et d'y aménager des appartements et des pièces d'habitation. Il orne aussi le premier étage du corps de logis d'une colonnade et ferme les deux galeries, remplaçant les colonnes par des pilastres. Les arcades du rez-de-chaussée du bâtiment central sont emmurées. De plus la pelouse de la cour d'honneur disparaît et celle-ci, en conformité avec les goûts militaires du nouvel empereur Paul, devient une place d'armes, tandis que les anciennes écuries sont transformées en arsenal.
L'empereur nomme ensuite en 1799 comme architecte principal Adrian Zakharov (1761-1811), Brenna étant occupé à la construction du château Saint-Michel. Il termine le carré des cuisines et construit une nouvelle chapelle en 1800. Après la mort de Paul Ier, sa veuve Marie Féodorovna en hérite et elle commande à l'architecte Andreï Voronikhine entre 1809 et 1811 des aménagements intérieurs.

### Seconde étape de construction

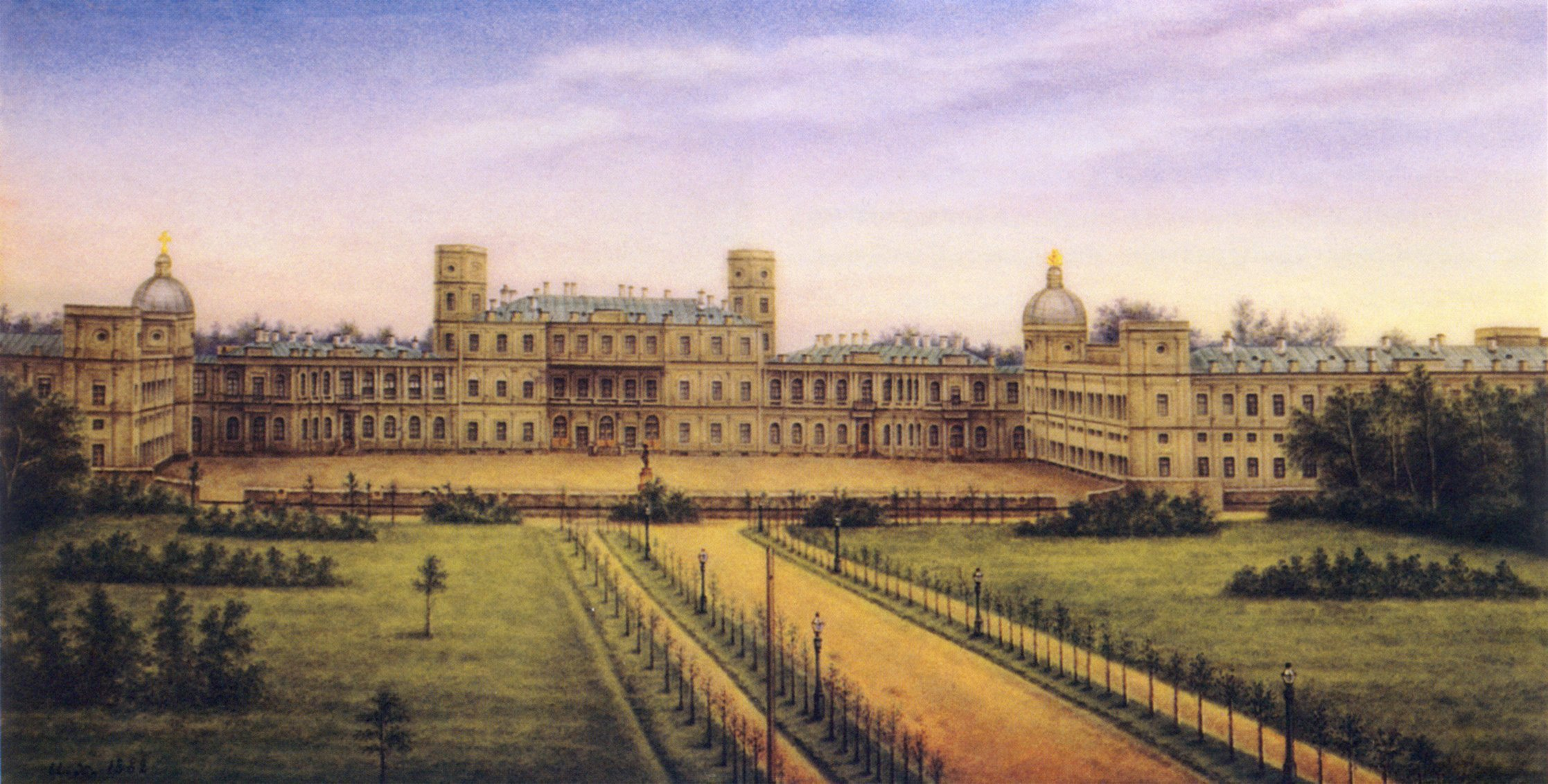
Gatchina vers 1850, peinture sur porcelaine.

C'est sous le règne de Nicolas Ier que l'on ouvre de nouveaux chantiers dans les années 1840. L'architecte principal du ministère de la cour impériale est alors Roman Kouzmine qui reconstruit entièrement les bâtiments carrés de côté. La hauteur des étages est surélevée et il construit un entresol. Les galeries sont ainsi au même niveau que ceux-ci. Il rehausse aussi d'un étage les tours centrales. Quant aux façades donnant sur la place d'armes, elles sont agrémentées de balcons et de colonnes, mais le tout reste extrêmement dépouillé, ce qui donne au palais, d'après les contemporains, l'aspect d'une immense caserne.
Nicolas Ier fait installer en 1851 une statue de son père au milieu de la place d'armes.
Le palais est électrifié dans les années 1880 et dispose du téléphone, les canalisations sont refaites et l'eau courante installée. De même Alexandre III fait installer des calorifères.
Après l'assassinat  du tsar Alexandre II en 1881, son fils et successeur Alexandre III préfère s'éloigner de la capitale et s'installe avec sa famille - la tsarine et leurs cinq enfants - à Gatchina sous haute protection militaire et policière.

### Après la révolution

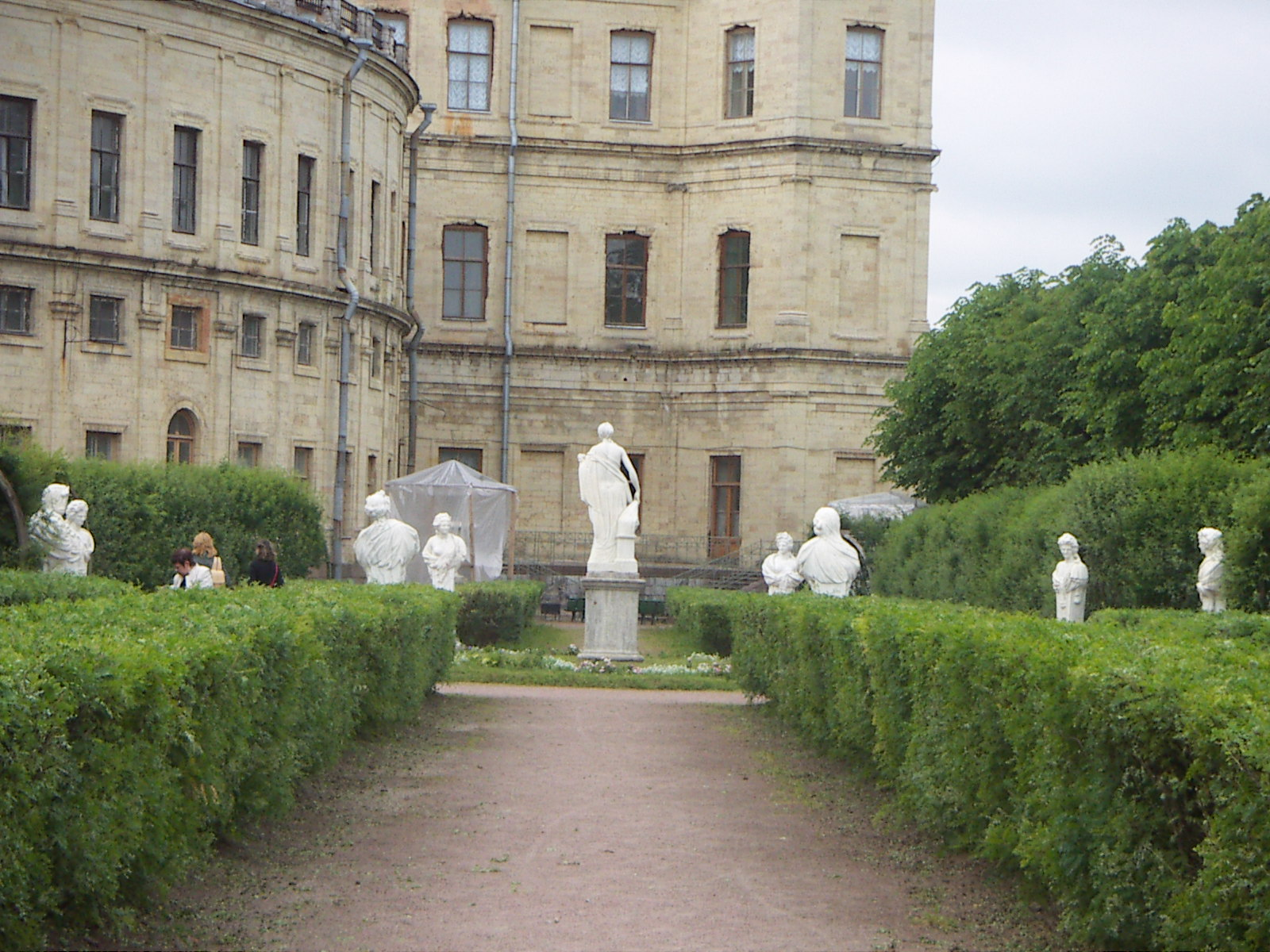
Détail du jardin privé.

Le palais devient musée sur décision du gouvernement provisoire en mai 1917 qui est effective en octobre. Des troubles ont lieu pendant tout le mois d'octobre, car les cosaques de Kerenski ne se rallient pas au nouveau régime. Le palais est saisi par les révolutionnaires la nuit du 1er au 2 novembre 1917.
Le musée ouvre le 19 mai 1918 et devient extrêmement fréquenté. Lorsque l'opération Barbarossa est lancée contre la Russie soviétique, les collections sont évacuées. Le palais est atteint par une première bombe aérienne le 15 août 1941. La ville est sous les tirs de l'artillerie allemande à la fin du mois. Dès lors la zone est en pleine ligne de front et les employés du musée sont évacués le 9 septembre. Finalement la zone est occupée par la Wehrmacht les jours suivants, alors que débute le terrible siège de Léningrad. Les Allemands sont chassés en janvier 1944, mais, avant de quitter les lieux, ils brûlent le palais. La façade nord donnant sur le parc est particulièrement atteinte.
Après la libération de Gatchina, il est décidé de protéger le parties en marbre, les décors extérieurs, etc., mais les restaurations effectives ne commencent que plus tard. Une école de marine dépendant du ministère de la Défense d'URSS s'y installe en 1950 et à partir de 1961, l'on procède à des restaurations majeures. Elles se poursuivent dans les années 1970 et 1980. Les premières salles ouvertes au public le sont le 9 mai 1985, pour le quarantième anniversaire de la victoire.

## Aujourd'hui

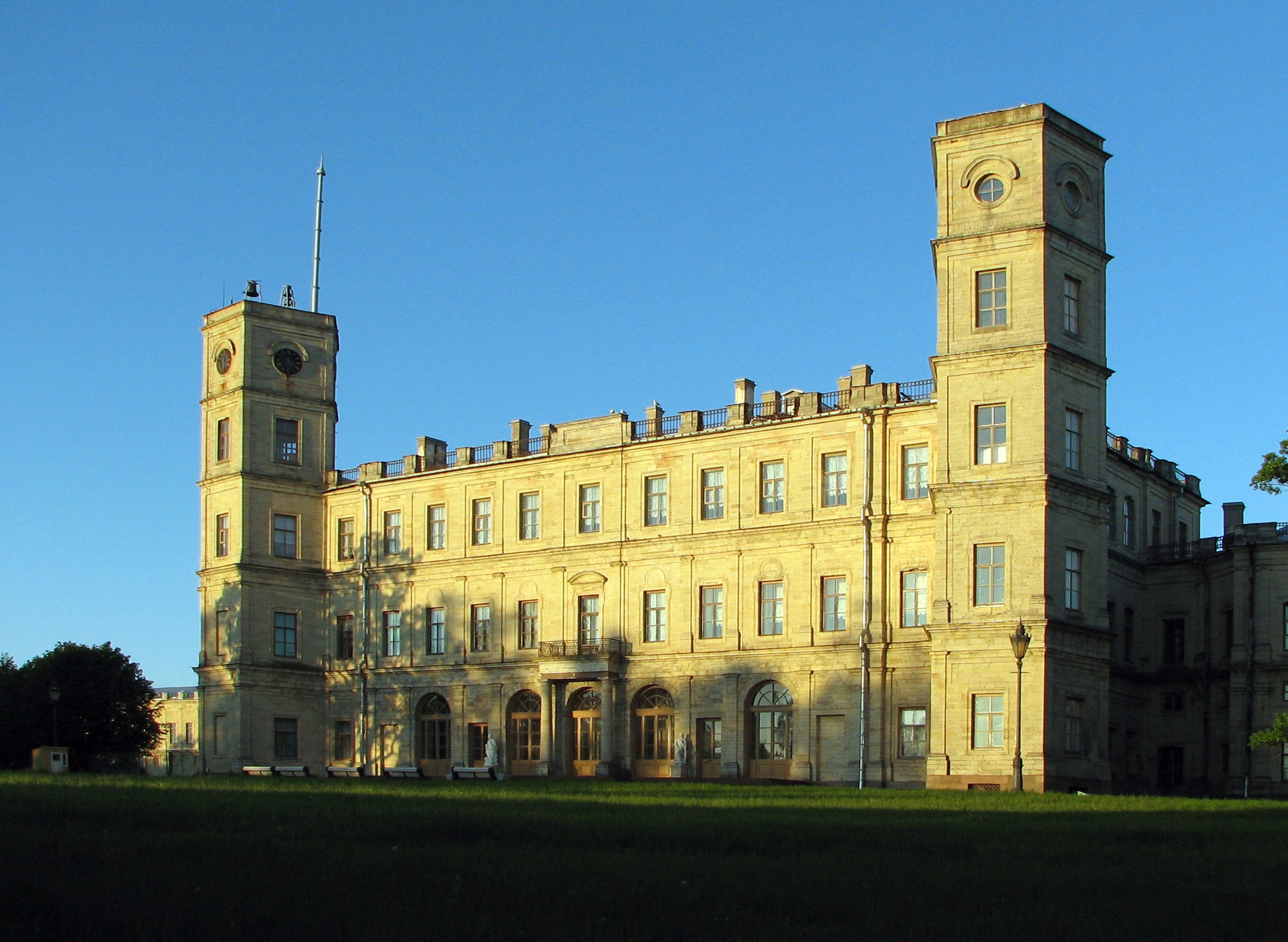
Vue de la façade nord, donnant sur le parc.

Le palais connaît toujours des chantiers d'entretien. L'accent est mis aussi sur le parc qui a été entièrement réaménagé en 2012.

## Intérieur
Le palais est ouvert au public et offre à la visite nombre de salons et de pièces dont les plus importantes sont :
- L'avant-salle qui ouvre l'enfilade de salons. Elle mesure 55 m2 et était décorée autrefois d'une collection de tableaux du comte Orlov. Brenna la fit recouvrir de faux-marbre orangé et rose, avec un plafond ovale représentant Mars s'agenouillant devant Bellone. Dans la seconde moitié du XIXe siècle on y trouvait Adam et Ève chassés du paradis de Luca Giordano et La Tempête de Claude Joseph Vernet. Dans les années 1920, on y présentait un portrait de Paul Ier en costume de chevalier de l'ordre de Saint-Jean de Jérusalem par Tonci. Sous son règne c'est ici qu'avait lieu le changement de la garde, c'est pourquoi cette pièce est aussi appelée salon de la cavalerie. Elle est meublée aujourd'hui de mobilier et d'une pendule russes du XVIIIe siècle.
- La salle-à-manger de marbre était utilisée pour les réceptions officielles. Elle mesure 110 m2. Vassili Bajenov agrandit les pièces de l'époque d'Orlov pour en faire une grande salle ornée de piliers corinthiens de marbre de Carrare et d'un parquet aux dessins géométriques. On remarque aussi des bas-reliefs aux scènes mythologiques sur le thème de Dionysos, dieu du vin, une sculpture d'Éros (Italie, XVIIIe siècle) et des vases de marbre du XVIIIe siècle. Le plafond est décoré d'une fresque d' Apollon et les muses (Gavril Pokhov, XVIIIe siècle) et de Bacchus et Ariane (maître italien, XVIIIe siècle).
- La salle du trône mesure 50 m2. Elle est décorée de tapisseries de la manufacture des Gobelins (années 1780) et de tapis de la série des Nouvelles Indes. Le parquet est en marqueterie de bois de rose, d'amarante, de palissandre, etc. Le trône est un travail de Meyer de la fin du XVIIIe siècle.
- Le petit salon framboise est dénommé ainsi d'après les gobelins de cette couleur qui représentent des scènes de Don Quichotte (1776-1780). Une seule tapisserie est présentée ici, les autres étant maintenant au palais de Pavlovsk. On remarque un lustre de bronze et de porcelaine de la manufacture impériale, ainsi que du mobilier français Louis XVI.

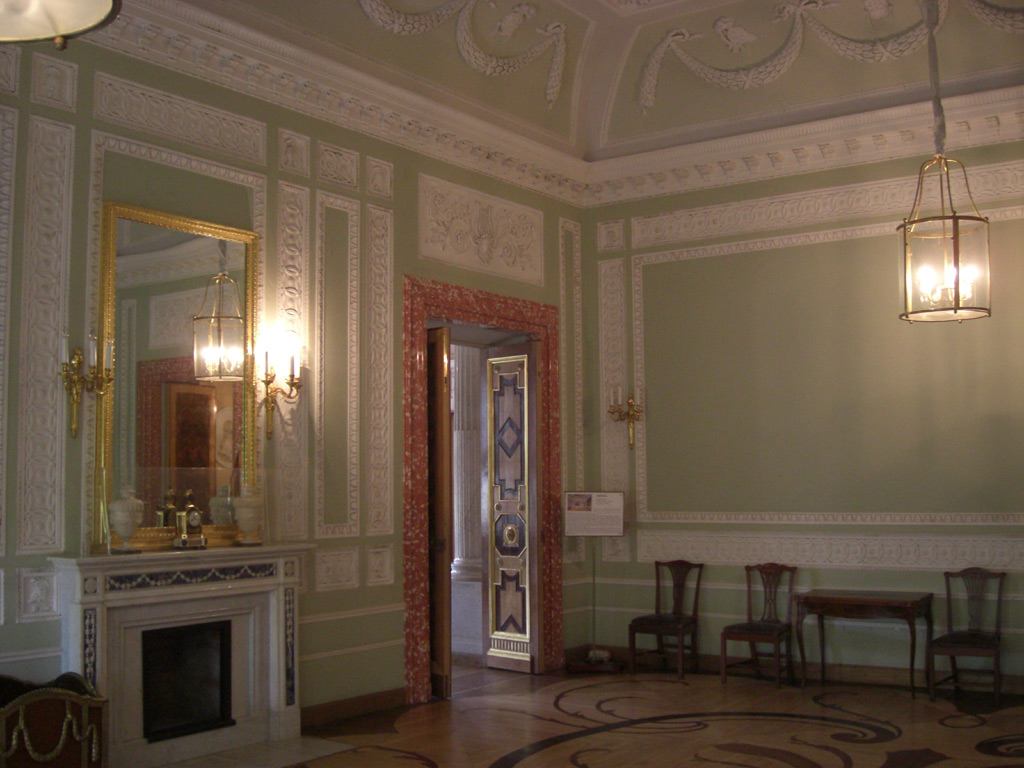
Vue de l'avant-salle
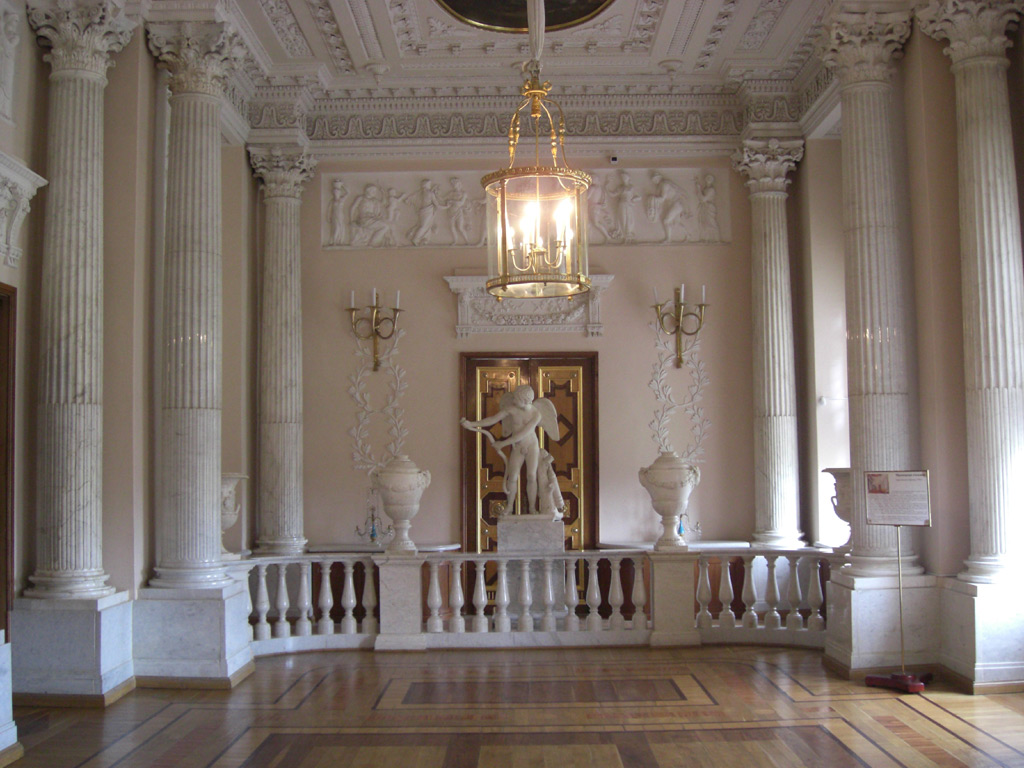
Salle-à-manger de marbre
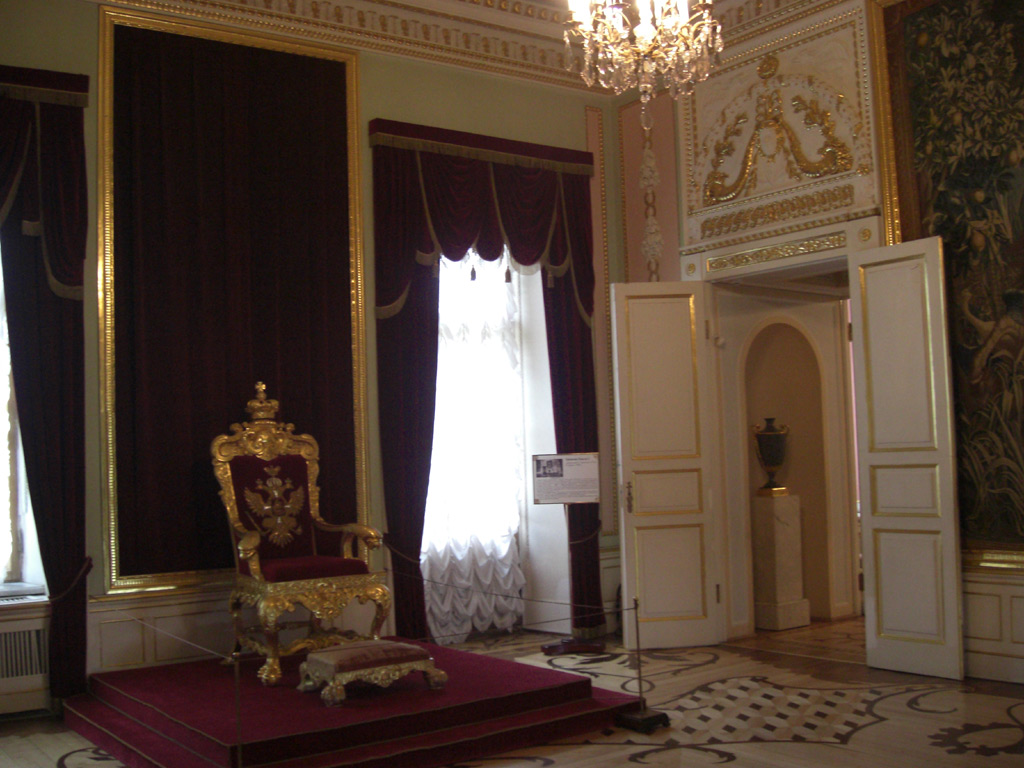
Salle du trône
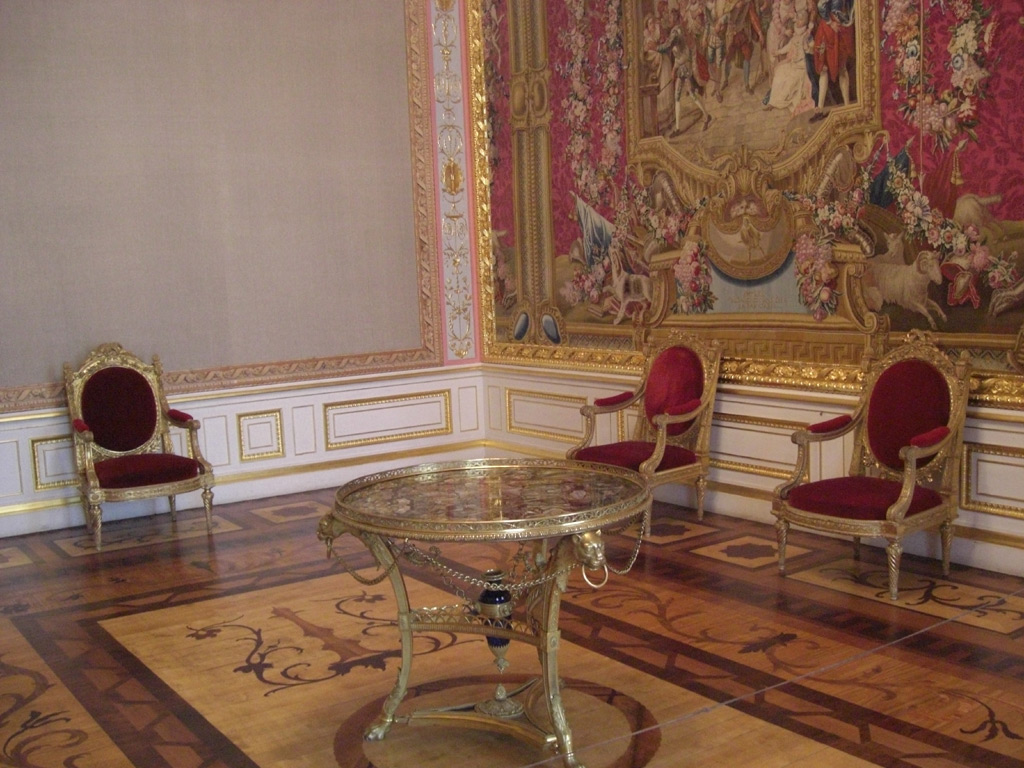
Petit salon framboise

- La chambre de parade mesure 72 m2. Elle est décorée de tentures de soie bleu ciel de Lyon et de fresques à l'antique et partagée par une alcôve. Autrefois des vases de la manufacture de Sèvres en décoraient les côtés. Le plafond représente l' Hymen de Psyché par Gabriel-François Doyen.
- le boudoir ovale est la première salle qui ouvre sur les appartements de l'impératrice Marie Féodorovna. Il mesure 45 m2 et a été dessiné par Voronikhine avec un décor de faux-marbre rose et de guirlandes. Au milieu du XIXe siècle, le boudoir est tendu de soie et abrite une collection de miniatures.
- Le cabinet de la tour se trouve dans la tour de l'horloge. Tendu de vert, il mesure 11 m2. À l'époque de l'impératrice Marie il était recouvert de portraits de la famille impériale et de la famille de Wurtemberg. Il y a aujourd'hui un portrait de Paul Ier de la fin du XVIIIe siècle.
- Le cabinet de toilette conserve son décor de l'époque du comte Orlov. Il mesure 25 m2 avec des pilastres et des stucs baroques représentant des putti, des guirlandes et des oiseaux. Des bas-reliefs de marbre en trompe-l'œil représentent Catherine II avec un cadre en lazurite et des empereurs romains. Le dessus des portes est décoré d'amours dormant. Le parquet de marqueterie est l'œuvre de Rinaldi.

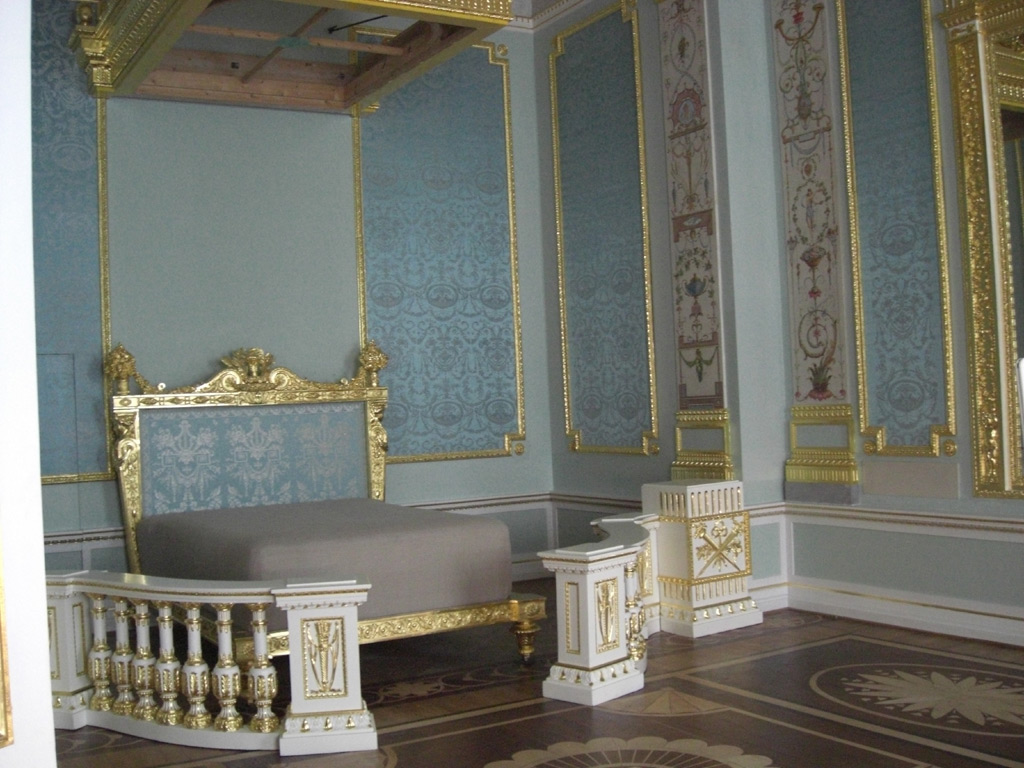
Chambre de parade
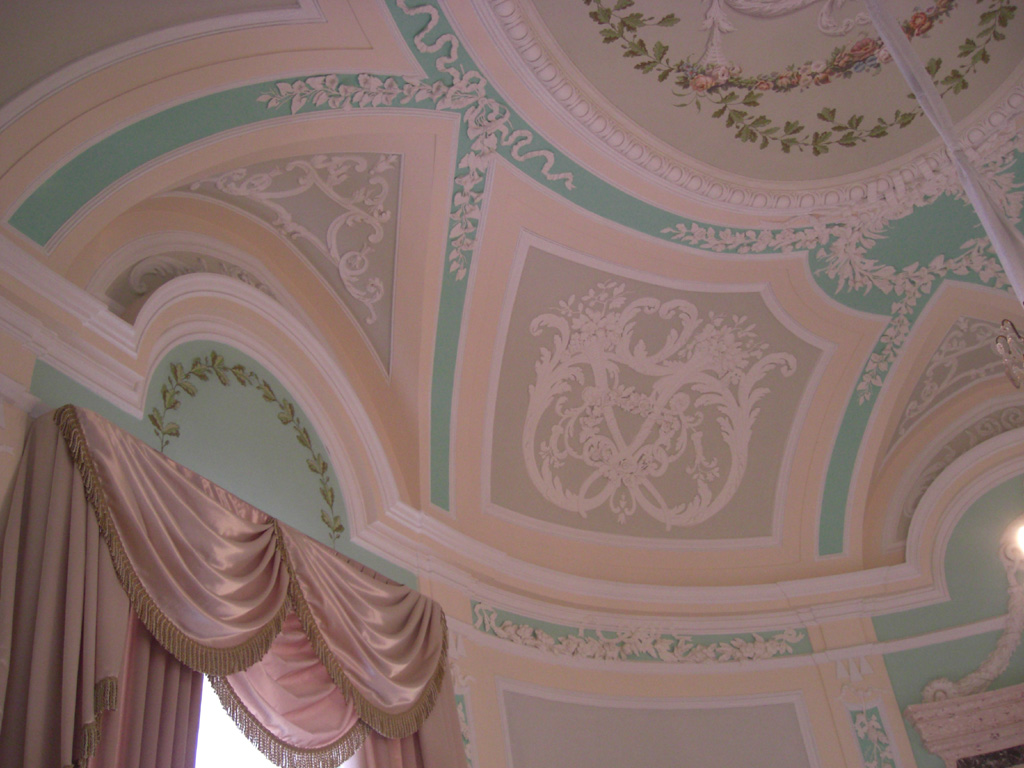
Détail du boudoir ovale
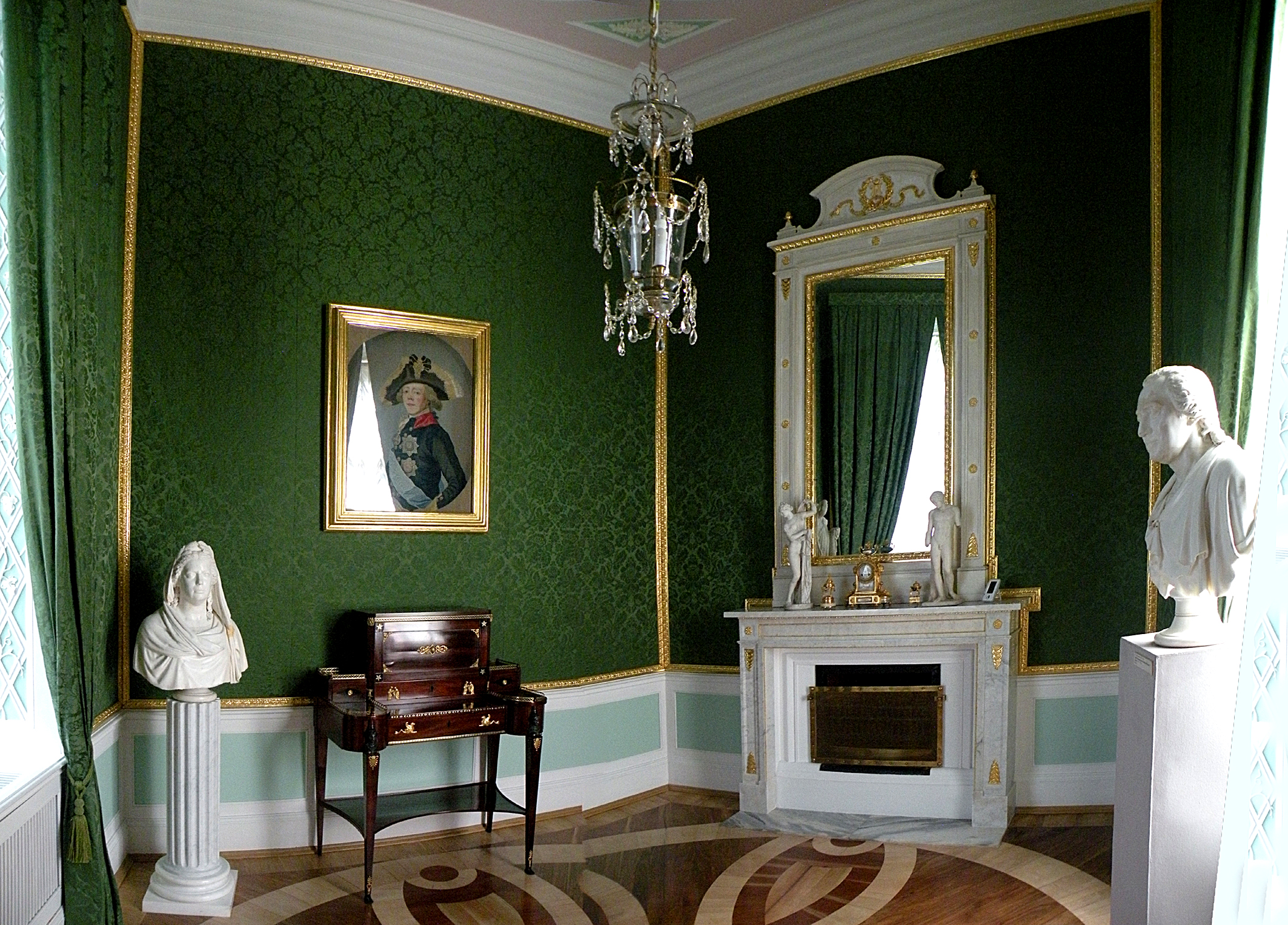
Cabinet de la tour
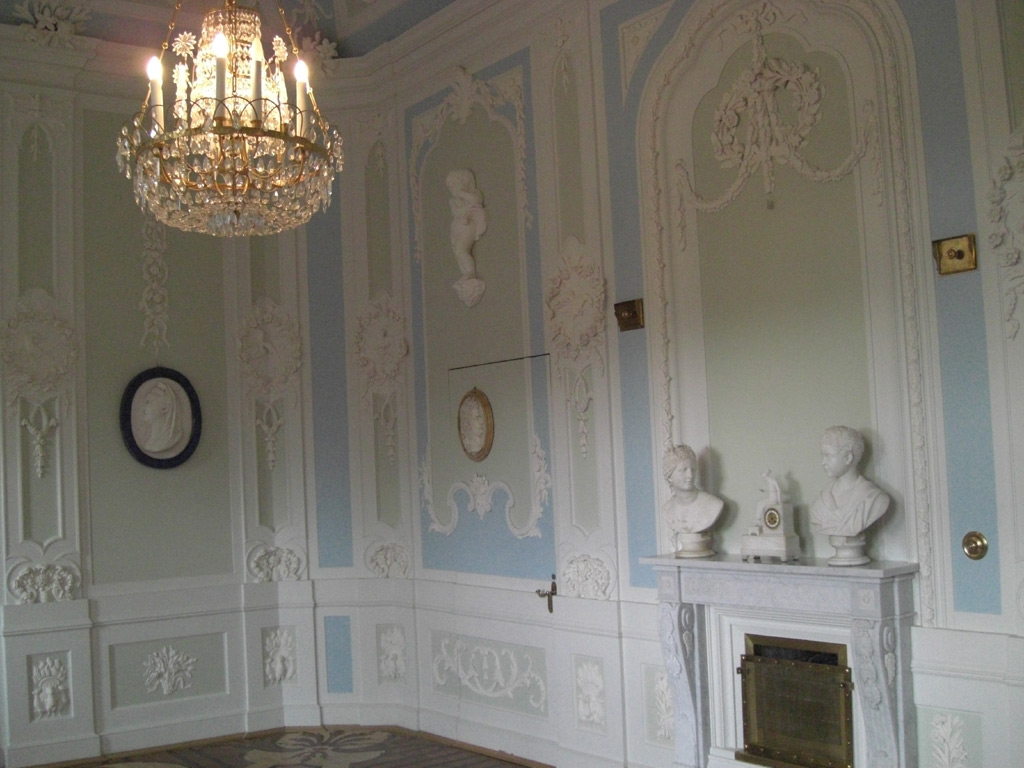
Cabinet de toilette

- La salle du trône de l'impératrice Marie Féodorovna possède deux fenêtres donnant sur la cour d'honneur et mène à la chambre d'angle verte. À l'époque d'Orlov, il y avait le salon chinois. Cette pièce est l'œuvre de Brenna et s'appelle aussi le salon des tableaux, car elle contient un importante collection de peintures de Berchem, Kneller, Poelenburgh, Jan Miel, etc. représentant des scènes villageoises, des paysages.
- Le salon blanc est la salle de parade la plus grande du corps de logis, puisqu'elle mesure 250 m2. Elle était utilisée pour les cérémonies officielles. Elle a conservé son décor d'origine, ses dessus-de-porte avec des bas-reliefs de marbre. Son décor avec ses faux-marbres a été dessiné par Rinaldi, mais a subi des changements par la suite. Cette grande salle rectangulaire donne sur la façade sud avec cinq portes-fenêtres donnant sur le balcon ouvrant sur la cour d'honneur. Elle est rythmée de pilastres d'ordre corinthien. La fresque du plafond de Giuseppe Bonito représentant Hercule a disparu et a été remplacée par La Naissance du héros de Gabriel-François Doyen. Le salon blanc est décoré de multiples détails de marbre et de stuc et de lustres et d'appliques de bronze, ainsi que de statues.
- L'antichambre est une petite pièce sous une coupole entre l'avant-salle et le salon blanc. Sans fenêtre, elle est décorée d'un bas-relief de Rinaldi par Choubine.
- La galerie de Tchesmé est une pièce originale par sa forme, car elle se trouve au-dessus d'une des galeries en arc de cercle. Elle mène à la chapelle du palais et mesure 72 m2. Elle doit son nom à un épisode de la guerre contre l'Empire ottoman sous Catherine II, lorsqu'au XIXe siècle on y installe trois tableaux représentant la bataille de Tchesmé. Elle n'est pas restaurée et sert à des expositions temporaires. On distingue encore ses pilastres doriques. Il y avait autrefois une balustrade pour les choristes et les chanteurs de la cour. Des stucs aux motifs guerriers représentaient Hercule et des symboles militaires romains.

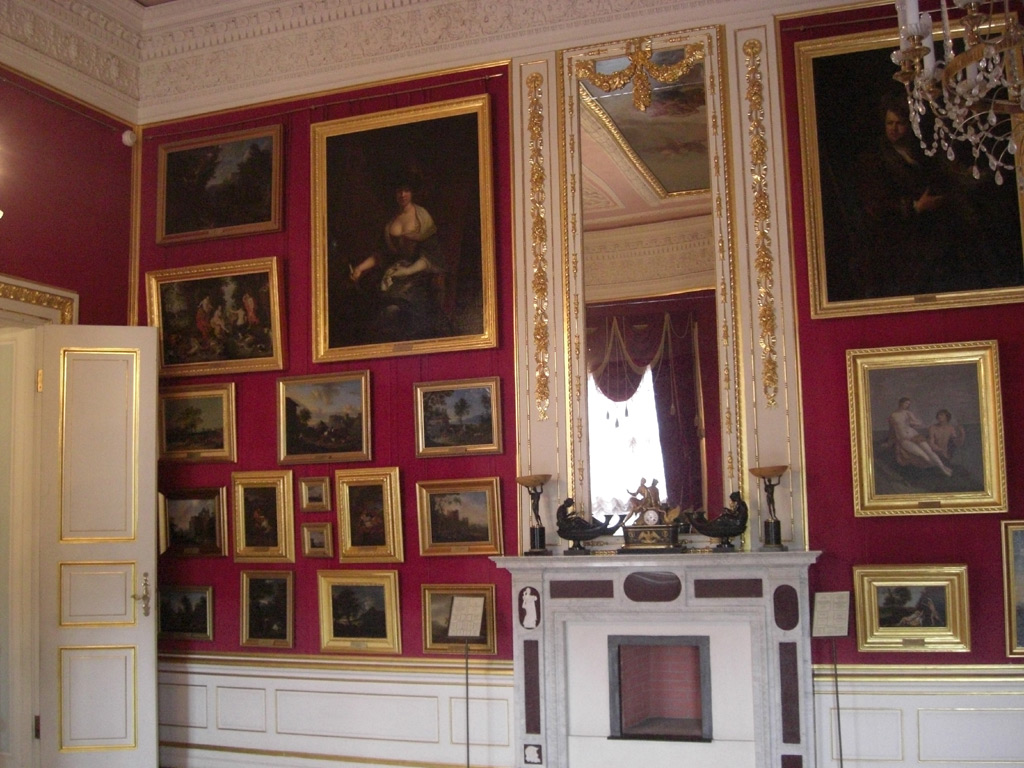
Ancienne salle du trône de Marie Féodorovna
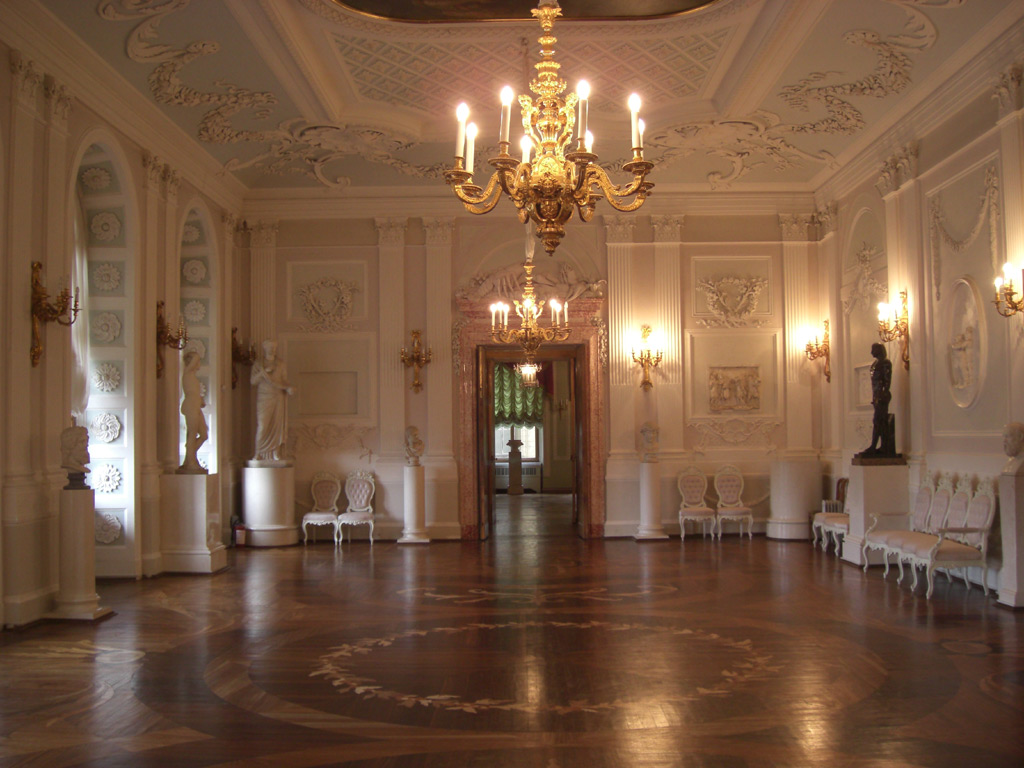
Salon blanc
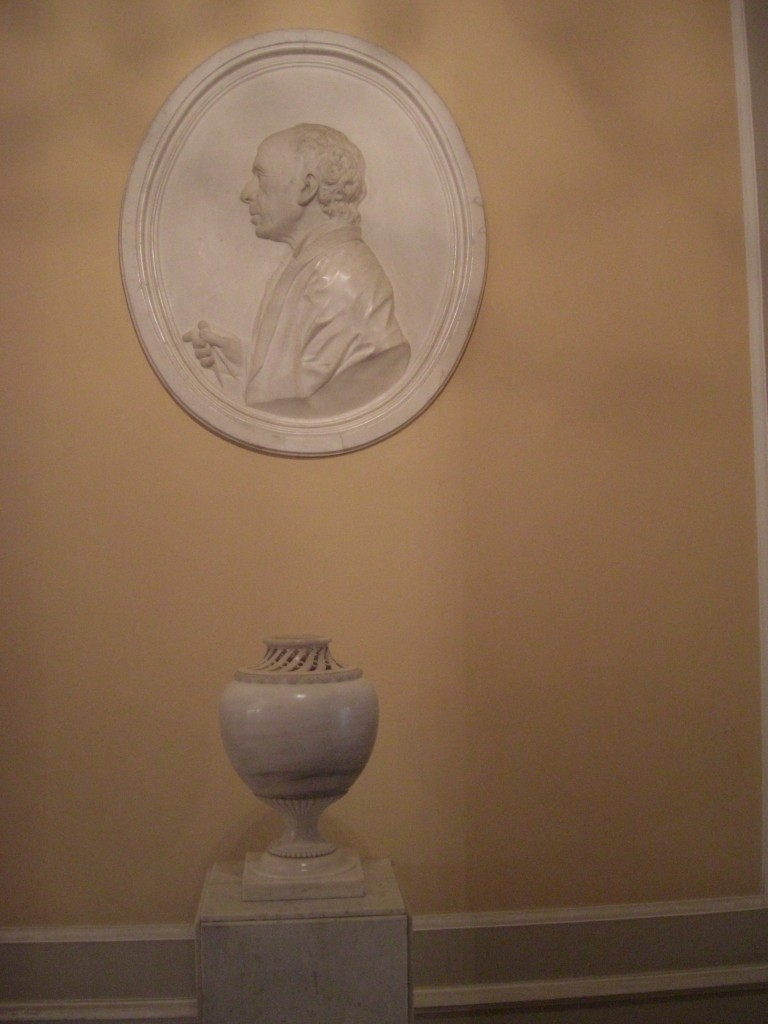
Antichambre de Rinaldi
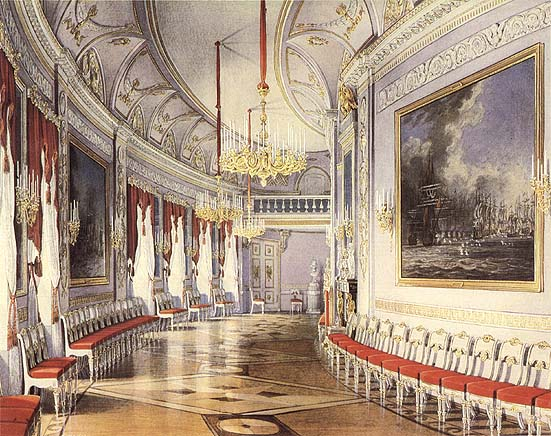
Vue de la galerie de Tchesmé, selon une illustration d'Eduard Hau (1807-1887) en 1877

## Sources
- (ru) Cet article est partiellement ou en totalité issu de l’article de Wikipédia en russe intitulé « Большой Гатчинский дворец » (voir la liste des auteurs).

1. ↑  Description sur le site de l'UNESCO